# Sarmydus
Sarmydus is een kevergeslacht uit de familie van de boktorren (Cerambycidae). De wetenschappelijke naam van het geslacht werd voor het eerst geldig gepubliceerd in 1867 door Pascoe.

## Soorten
Sarmydus omvat de volgende soorten:
- Sarmydus antennatus Pascoe, 1867
- Sarmydus fujishiroi Drumont, 2006
- Sarmydus loebli Drumont & Weigel, 2010
- Sarmydus paukstadtorum Drumont, 2011
- Sarmydus subcoriaceus (Hope, 1831)